# Philippe Ariño
Philippe Ariño (Cholet, França, 3 de maig de 1980) és un autor i militant catòlic francès. Ha escrit assajos i columnes sobre l'homosexualitat, particularment en relació amb el catolicisme. Les seves obres han tingut ressò en els debats sobre el projecte de llei d'obrir el matrimoni a les parelles del mateix sexe a França, al que es va oposar.

## Biografia
Philippe Ariño va néixer en una família catòlica practicant de cinc fills i té un germà bessó. Va descobrir la seva homosexualitat als 10 anys i va anunciar-ho als 17 anys. Als 20 anys, durant un any de discerniment de la seva vocació, es va sentir "cridat" a parlar de l'homosexualitat i l'any següent, el 2001, va començar a "entrar a l'ambient" i va explicar la seva homosexualitat als seus pares.
Del 2002 al 2008, a través de reunions, conferències i sortides al teatre i al cinema, descobreix la comunitat homosexual de París. Fora d'un àmbit universitari o d'investigació oficial, vol estudiar la cultura gai contemporània i comença a escriure un diccionari en dos volums sobre l'homosexualitat i els seus "codis", que serà publicat per Edicions L'Harmattan al novembre de 2008. Interpreta els elements de la cultura occidental homosexual com "codis". Del 2009 a 2011 va difondre les seves idees per diversos mitjans de comunicació, explicant que després d'haver tingut una dotzena de relacions homosexuals s'estava plantejant la vocació sacerdotal o al matrimoni.
El 2011 va decidir viure la seva sexualitat en la continència, deixant la seducció, la masturbació i la pornografia per "una donació total a Déu i a l'Església", que va anunciar públicament en diverses ocasions. Al maig i juny d'aquest any va participar en programes de televisió i va començar campanyes per "fer la nova evangelització". El mateix any va deixar de fer de professor d'espanyol i va començar un any sabàtic difonent les seves opinions per diversos mitjans de comunicació i altres canals.
A l'octubre de 2012 apareix el seu llibre L'homosexualité en vérité on sintetitza tota la seva reflexió sobre el desig homosexual. El llibre està organitzat en tres parts: l'homosexualitat, el desig homosexual i la fe.
En 2014 va ser candidat a les eleccions europees en la llista de "Força de la vida" del districte Nord-Oest. Poc després publica un àlbum musical que passa sense pena ni glòria. Segueix donant difusió al seu llibre a través de conferències a Costa d'Ivori, el Líban, Itàlia, Luxemburg, Espanya...) i tradueix el llibre a l'italià. Al setembre de 2015 munta una escola catòlica d'arts escèniques, però el projecte fracassa. Al desembre de 2015 publica una obra de teatre, un musical i un assaig.